# Кішка-Попелюшка
«Кішка-Попелюшка» (італ. Gatta Cenerentola) — італійський анімаційний фільм 2017 року, знятий режисерами Алессандро Раком, Іваном Каппієлло, Маріно Гуарньєрі та Даріо Сансоном. Світова прем'єра стрічки відбулася 6 вересня 2017 на 74-му Венеційському міжнародному кінофестивалі, де вона брала участь в секції «Венеційські горизонти».
Фільм брав участь у відборі від Італії на 90-ту церемонію кінопремії «Оскар» Американської кіноакадемії в номінацію «Найкращий фільм іноземною мовою», але не потрапив до числа кандидатів. У 2018 році фільм був номінований у 7-ми категоріях на здобуття італійської національної кінопремії «Давид ді Донателло», у тому числі за найкращий фільм, та отримав дві нагороди.

## Сюжет
Маленька Мія виросла на величезному кораблі «Меґаріде», який вже понад 15 років пришвартований в порту Неаполя. По смерті батька дівчинка залишилася із злою мачухою та її підступними доньками. Її батько, заможний учений, забрав із собою на той світ таємницю управління судном та мрію відродити порт Неаполя, який занепав.
У занепаді і саме місто, де всім заправляє амбітний наркоторговець Сальваторе Ло Джусто на прізвисько «Король». Змовившись з мачухою Кішки-Попелюшки, як прозвали дівчинку, наркоторговець вкладає її спадок, про що вона і не здогадується, в обіг наркотиків.

## Актори озвучення
| • Массіміліано Галло       | … | Сальваторе Ло Джусто |
| • Марія Піа Кальцоне       | … | Анжеліка Караненте   |
| • Алессандро Ґассман       | … | Прімо Джеміто        |
| • Маріано Риджилло         | … | Вітторіо Базіле      |
| • Ренато Карпентьєрі       | … | комісар              |
| • Федеріка Альтамура       | … | Анна                 |
| • К'яра Баффі              | … | Барбара              |
| • Франческа Романа Бергамо | … | Кармен / Луїза       |
| • Анна Трієсте             | … | Софія                |
| • Джино Фастідіо           | … | Джеймс               |
| • Енцо Граньянієлло        | … | Ск'ямано             |

## Знімальна група
- Автори сценарію — Іван Каппієлло, Маріанна Ґарофало, Маріно Гуарньєрі, Коррадо Морра, Алессандро Рак, Даріо Сансон, Італо Шальдоне
- Режисери-постановники — Алессандро Рак, Іван Каппієлло, Маріно Гуарньєрі, Даріо Сансон
- Продюсери — Лучано Стелла, Марія Кароліна Терці
- Співпродюсер — Мауро Лукетті
- Композитори — Антоніо Фреза, Луїджі Шальдоне
- Монтаж — Маріно Гуарньєрі, Алессандро Рак
- Артдиректори — Іван Каппієлло, Маріно Гуарньєрі, Алессандро Рак
- Звук — Андреа Кутільйо

## Нагороди та номінації
| Список нагород та номінацій            | Список нагород та номінацій | Список нагород та номінацій             | Список нагород та номінацій         | Список нагород та номінацій | Список нагород та номінацій |
| Кінофестиваль/Кінопремія               | Рік                         | Категорія                               | Номінант(и)                         | Результат                   | Дж                          |
| -------------------------------------- | --------------------------- | --------------------------------------- | ----------------------------------- | --------------------------- | --------------------------- |
| Венеційський міжнародний кінофестиваль | 2017                        | Венеційські горизонти — Найкращий фільм | Кішка-Попелюшка                     | Номінація                   |                             |
| Венеційський міжнародний кінофестиваль | 2017                        | Премія Пазінетті — Спеціальна нагорода  | Кішка-Попелюшка                     | Перемога                    | [ 8 ]                       |
| Венеційський міжнародний кінофестиваль | 2017                        | Премія «Золота миша»                    | Кішка-Попелюшка                     | Перемога                    | [ 8 ]                       |
| Премія «Давид ді Донателло»            | 21.03.2018                  | Найкращий фільм                         | Кішка-Попелюшка                     | Номінація                   | [ 4 ] [ 5 ]                 |
| Премія «Давид ді Донателло»            | 21.03.2018                  | Найкращий продюсер                      | Лучано Стелла, Марія Кароліна Терці | Перемога                    | [ 4 ] [ 5 ]                 |
| Премія «Давид ді Донателло»            | 21.03.2018                  | Найкраща музика до фільму               | Антоніо Фреза, Луїджі Шальдоне      | Номінація                   | [ 4 ] [ 5 ]                 |
| Премія «Давид ді Донателло»            | 21.03.2018                  | Найкраща оригінальна пісня              | A chi appartieni                    | Номінація                   | [ 4 ] [ 5 ]                 |
| Премія «Давид ді Донателло»            | 21.03.2018                  | Найкращий звук                          | Андреа Кутільйо                     | Номінація                   | [ 4 ] [ 5 ]                 |
| Премія «Давид ді Донателло»            | 21.03.2018                  | Найкращі візуальні ефекти               | Mad Entertainment                   | Перемога                    | [ 4 ] [ 5 ]                 |
| Премія «Давид ді Донателло»            | 21.03.2018                  | «Молодіжний Давид»                      | Кішка-Попелюшка                     | Номінація                   | [ 4 ] [ 5 ]                 |